# Associazione Sportiva Acquachiara
Associazione Sportiva Acquachiara é um clube de polo aquático italiano da cidade de Napoli.

## História
Associazione Sportiva Acquachiara foi fundado em 1998.'

## Títulos
- LEN Euro Cup
  - Vice 2014-15
- Liga Italiana 2
  - 2010-11